# Āq Qabāq (ort, lat 39,48, long 47,54)
Āq Qabāq (persiska: آق قباق, Āq Qabāq-e Vosţá) är en ort i Iran.   Den ligger i provinsen Ardabil, i den nordvästra delen av landet, 500 km nordväst om huvudstaden Teheran. Āq Qabāq ligger 141 meter över havet och antalet invånare är 123.
Terrängen runt Āq Qabāq är huvudsakligen platt, men söderut är den kuperad. Terrängen runt Āq Qabāq sluttar norrut. Runt Āq Qabāq är det ganska tätbefolkat, med 104 invånare per kvadratkilometer. Närmaste större samhälle är Qareh Qābāq-e Soflā, 1,4 km norr om Āq Qabāq. Trakten runt Āq Qabāq består till största delen av jordbruksmark.